# Université du Wisconsin à Platteville
L'université du Wisconsin à Platteville (anglais : University of Wisconsin–Platteville) est une université située à Platteville, dans le Wisconsin.